# Sminthurides lepus
Sminthurides lepus är en urinsektsart som beskrevs av Mills 1934. Sminthurides lepus ingår i släktet Sminthurides och familjen Sminthurididae. Inga underarter finns listade i Catalogue of Life.